# Volta a Llombardia 1915
La Volta a Llombardia 1915 fou l'11a edició de la Volta a Llombardia. Aquesta cursa ciclista organitzada per La Gazzetta dello Sport es va disputar el 7 de novembre de 1915 amb sortida a Milà i arribada a Torretta després d'un recorregut de 232 km. S'inscriuen 164 corredors però al final en surten 117.
La competició fou guanyada per l'italià Gaetano Belloni per davant dels seus compatriotes Paride Ferrari i Gaetano Garavaglia (Garavaglia-Dunlop).
La victòria de Belloni és una sorpresa, ja que es tracta d'un corredor amateur igual que el segon - Ferrari - i quart classificat - Poid.

## Classificació general
|    | Ciclista           | Equip             | Temps      |
| -- | ------------------ | ----------------- | ---------- |
| 1  | Gaetano Belloni    | Individual        | 6h 42' 24" |
| 2  | Paride Ferrari     | Individual        | m. t.      |
| 3  | Gaetano Garavaglia | Garavaglia-Dunlop | + 2' 56"   |
| 4  | Romeo Poid         | Individual        | m. t.      |
| 5  | Camillo Bertarelli | Ganna             | m. t.      |
| 6  | Lauro Bordin       | Bianchi           | + 7' 58"   |
| 7  | Umberto Ripamonti  | Individual        | m. t.      |
| 8  | Rinaldo Spinelli   | Individual        | m. t.      |
| 9  | Alfredo Sivocci    | Dei               | + 12' 26"  |
| 10 | Giuseppe Contesini | Dei               | m. t.      |